# On a Night Like This
"On a Night like This" je pjesma australske pjevačice Kylie Minogue. Objavljena je kao drugi singl s njenog šestog studijskog albuma Light Years 11. rujna 2000. godine u izdanju diskografskih kuća Parlophone, EMI i Mushroom Records.

## O pjesmi
Pjesmu "On a Night Like This"  napisali su Steve Torch, Graham Stack, Mark Taylor i Brian Rawling. Prvo je pjesmu objavila švedska pjevačica Pandora 1999. godine. Bila je na njenom albumu No Regrets. U prosincu 2007. godine Pandora ju je objavila i kao singl na kojem su tri nove inačice pjesme. Pjesmu je onda objavila grčka pjevačica Anna Vissi rane 2000. godine na svom albumu Everything I Am.  Pjevala ju je na izboru za Miss Universe u Nikoziji u Cipru. Zatim je pjesma dana australskoj pjevačici Kylie Minogue. Ona ju je objavila kao drugi singl sa svog albuma Light Years. Dospjela je na drugo mjesto britanske ljestvice i prvo mjesto australske ljestvice. Objavljivanje pjesme kao singl podudaralo se s Minogueinom nastupom na svečanom otvaranju Olimpijskih igara u Sidneyu 2000. godine gdje je pjevala tu pjesmu. "On a Night like This" je tad postigla rekordni skok s 22. mjesta natrag na prvo mjesto na australskoj ljestvici. Pjesma je postigla svjetsku popularost. Obradio ju je heavy metal sastav Lord 2008. godine, a obradu su stavili na svoj EP "Hear No Evil".
Minogue je pjesmu izvodila na sljedećim koncertnim turnejama:
- On A Night Like This Tour
- KylieFever2002
- Showgirl: The Greatest Hits Tour
- Showgirl: The Homecoming Tour
- KylieX2008
- Aphrodite World Tour

Također ju je izvodila u:
- An Audience with Kylie, specijalnoj televizijskoj emisiji 2001. godine
- Money Can't Buy, televizijskom koncertu 2003. godine

## Popis pjesama
Australski CD 1 (MUSH019722)
1. "On a Night Like This" — 3:32
2. "On a Night Like This" [Rob Searle Mix] — 7:58
3. "On a Night Like This" [Motiv8 Nocturnal Vocal Mix] — 7:31
4. "On a Night Like This" [Bini and Martini Club Mix] — 6:34
5. "On a Night Like This" [Spot]

- Postoje dva moguća omota s različitim trajanjem spota.

UK CD 1 (CDRS6546)
1. "On a Night Like This" — 3:32
2. "Ocean Blue" — 4:22
3. "Your Disco Needs You" [Almighty Mix] — 8:22
4. "On a Night Like This" [Prilagođeni Video]

Europski CD 1/australski CD 2 (MUSH019725)
1. "On a Night Like This" — 3:32
2. "Ocean Blue" — 4:22
3. "Your Disco Needs You" [Almighty Mix] — 8:22
4. "On a Night Like This" [Halo Mix] — 8:05

UK CD 2 (CDR6546)
1. "On a Night Like This" — 3:32
2. "On a Night Like This" [Rob Searle Mix] — 7:58
3. "On a Night Like This" [Motiv8 Nocturnal Vocal Mix] — 7:31

Europski CD 3 (EMI 8893360)
1. "On a Night Like This" — 3:32
2. "Ocean Blue" — 4:22
3. "On a Night Like This" [Spot][1]

## Videospot
Spot za pjesmu "On a Night Like This" snimljen je pod redateljskom palicom Douglasa Averyja u Monte Carlu. Baziran je na kriminalističkom dramskom filmu Casino od Martina Scorsesea, iz 1995. godine. Minogue je glumila lik baziran na ulozi trofejne žene koju je imala Sharon Stone, dok je glumac Rutger Hauer glumio njenog šefa i partnera. Minoguein lik stalno traži pozornost, prvo skačući u bazen odjevena u skupi Versace, zatim razbijanjem vaze, te bacanjem svojih žetona za poker u zrak u kasinu.

## Top ljestvice
| Top ljestvice (2000.)  | Najviša pozicija |
| ---------------------- | ---------------- |
| Australija             | 1                |
| Belgija (Valonija)     | 29               |
| Finska                 | 20               |
| Francuska              | 69               |
| Irska                  | 16               |
| Nizozemska             | 64               |
| Novi Zeland            | 35               |
| Njemačka               | 72               |
| Švedska                | 31               |
| Švicarska              | 51               |
| Ujedinjeno Kraljevstvo | 2                |

| Država     | Pozicija |
| ---------- | -------- |
| Australija | 27       |

| Država     | Certifikacija |
| ---------- | ------------- |
| Australija | platinasta    |